# ایسی پالازون
ایسی پالازون (انگلیسی: Isi Palazón؛ زادهٔ ۲۷ دسامبر ۱۹۹۴) بازیکن فوتبال اهل اسپانیا است.